# Regulación nuclear en España

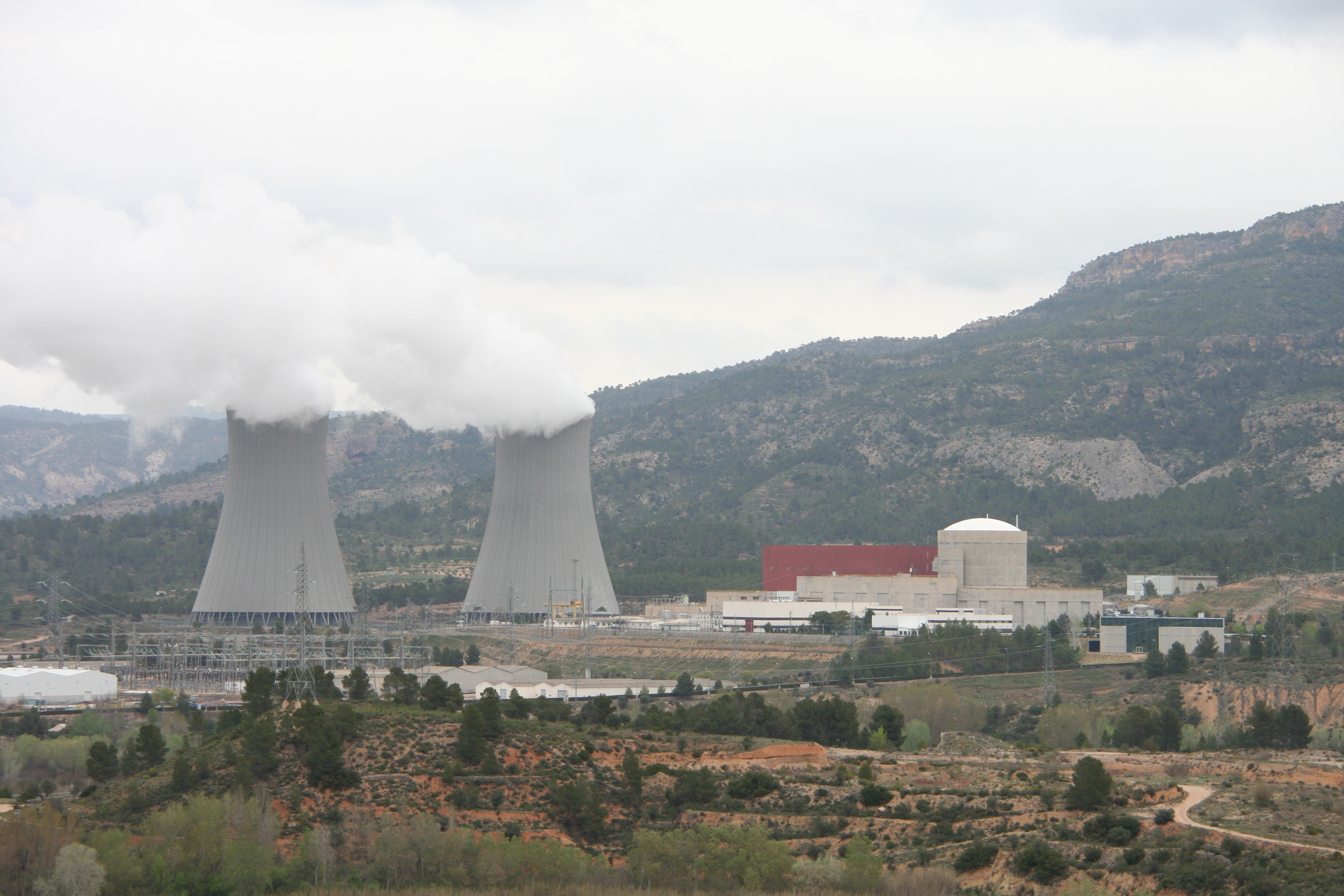
Central nuclear de Cofrentes, conectada a la red desde 1984 y de una potencia de 1092 MW

La Regulación nuclear en España comprende todas aquellas leyes o normas que regulan el funcionamiento, sanciones, organismos, etc. que tienen alguna implicación con la energía nuclear.

## Inicios
En 1951 se crea la Junta de Energía Nuclear (JEN), con las misiones de investigar y asesorar al gobierno en temas relacionados con la energía nuclear, además de estar encargado de la seguridad, la protección radiológica, la formación del personal que trabajara en este campo y la minería.
En 1964 se promulga la ley sobre la energía nuclear, donde se define lo que es una instalación nuclear (centrales nucleares, fábricas de combustible nuclear, fábricas de tratamiento de este, incluido el reprocesado e instalaciones de almacenamiento de sustancias nucleares) o una instalación radiactiva, además de fijar las autorizaciones necesarias para su funcionamiento o la responsabilidad civil y penal derivada de daños nucleares entre otras, formando la base de la regulación de la energía nuclear a partir de la cual el resto de leyes se han desarrollado.
En 1972 nace la Empresa Nacional del Uranio S.A..
En 1980 se crea el Consejo de Seguridad Nuclear siendo, siguiendo las recomendaciones internacionales, independiente de la Administración Central del Estado, con personalidad jurídica y patrimonio propio e independiente del Estado. Además se crea como organismo único con competencias en seguridad nuclear y protección radiológica. Este organismo se encargará a partir de entonces de vigilar por el buen funcionamiento de las instalaciones nucleares y radiactivas, dando recomendaciones técnicas a cada gobierno sobre la seguridad de cada instalación. También es responsable de redactar las diferentes legislaciones en la materia.
Finalmente en 1984 se constituye la Empresa Nacional de Residuos Radiactivos S.A., con la misión de gestionar los residuos radiactivos generados por todas y cada una de las instalaciones nucleares o radiactivas de España.
En 1986 se establece el CIEMAT, que continúa las labores que ejercía la JEN en materias de educación e investigación y desarrollo, pero ya no centrado únicamente en el ámbito nuclear, sino extendiendo sus labores a cualquier fuente energética, fósil, renovables y por supuesto nuclear en todas sus vertientes. Es este centro el que alberga por ejemplo el TJ-II, única máquina de fusión de España. Además, este centro actúa como órgano consultor del CSN en cualquier materia que este así lo solicite, realizando los estudios científicos que sean necesarios. También posee los laboratorios necesarios para realizar medidas de vigilancia radiológica ambiental solicitados por el estado y participa en muchos proyectos de I+D internacionales sobre energía nuclear, ya sean sobre residuos, seguridad o protección radiológica.

## España en el mundo
España, es miembro de la OIEA, por lo que se obliga a tener en cuenta sus resoluciones y acepta que sus inspectores puedan realizar auditorías a cualquiera de las instalaciones nucleares, incluido el propio órganismo regulador (el CSN).
En 1985 España firma los tratados que constituían las Comunidades Europeas, incluido EURATOM, entrando a formar parte de la Unión Europea el año siguiente. Con ello se comprometió a transponer las directrices europeas a la legislación española, siguiendo además las recomendaciones emitidas por este organismo en lo posible. A partir de este momento las normas impuestas por EURATOM se tornan de obligado cumplimiento para España como país miembro de la Unión, tanto en protección radiológica como residuos radiactivos o seguridad nuclear.